# MTU 956系列柴油机
MTU 956系列柴油机（德語：Dieselmotor MTU-Baureihe 956）是一个由MTU腓德烈斯哈芬有限公司制造的V型结构、直接喷射、涡轮增压、中间冷却的四冲程高速柴油机产品系列，气缸内径为230毫米，活塞行程为230毫米。该系列有多种不同缸数和功率等级的型号，12缸机型称为MTU MA 12V 956型柴油机，16缸机型称为MTU MA 16V 956型柴油机，20缸机型称为MTU MA 20V 956型柴油机。
1960年代初，因应对大功率柴油机日益增长的需求，曼恩公司（MAN）在L12V18/21型柴油机的基础上，设计了一种缸径和行程皆为230毫米的MAN V23/23型高速柴油机。这种柴油机的单缸排量达到9.52升，差不多是梅赛德斯-奔驰MB 835/839型柴油机的1.5倍，这样既有利于提高功率，同时也有利于减少气缸数目，降低维护费用。1966年，第一台12缸的V6 V23/23型柴油机被装用于德国联邦铁路V160 082号机车进行试验，虽然该型柴油机的标定功率可达3000马力（2200千瓦），但装车功率因传动系统限制只能降为2000马力（1470千瓦）。
1969年代，曼恩公司与戴姆勒-奔驰公司共同成立MTU腓德烈斯哈芬公司，两家公司原来的高速柴油机产品继续由MTU公司生产，V6 V23/23型柴油机的型号相应变更为MTU MA 12V 956型柴油机。1970年代起，MTU MA 12V 956型柴油机开始大量装用于德国联邦铁路的215型、218型、210型柴油机车，以及众多出口国外的机车车型。1972年，在亨舍尔公司为中国铁路制造的NY7型柴油机车上，就安装了两台MTU MA 12V 956 SB10型柴油机，使其成为当时世界上单节功率最大的液力传动柴油机车。随后，MTU公司又研制了16缸和20缸机型，主要用于固定发电设备和船舶推进动力。

## 参看
- 梅赛德斯-奔驰MB 820型柴油机
- 梅赛德斯-奔驰MB 835型柴油机